# Lourdes Domínguez Lino
Dit is een Spaanse naam; Domínguez is de vadernaam en Lino is de moedernaam.
Lourdes Domínguez Lino (Pontevedra, 31 maart 1981) is een voormalig professionele tennisspeelster uit Spanje . Ze begon haar loopbaan in 1996. In augustus 2002 werd zij voor drie maanden geschorst, toen ze betrapt werd op het gebruik van cocaïne.
Lourdes Domínguez Lino begon met tennissen toen ze 9 jaar oud was. Ze speelt het liefst op gravel. Als juniore won ze in 1999 de titel op Roland Garros. Na vele pogingen om via de kwalificatietoernooien tot een hoofdtoernooi van een Grand Slam te geraken, werd ze op de Australian Open 2006 direct toegelaten vanwege haar 64e positie op de wereldranglijst. Ze verloor echter kansloos in de eerste ronde van haar landgenote Virginia Ruano Pascual.
Gedurende haar carrière wist Domínguez Lino twee WTA-toernooien te winnen in het enkelspel. Ook in het dubbelspel was zij succesvol. Ze won zes toernooien op de WTA-tour. Ze won daarnaast verscheidene titels in het ITF-circuit.

## Posities op deWTA-ranglijst
Positie per einde seizoen:
| jaartal | ranking enkelspel | ranking dubbelspel |
| ------- | ----------------- | ------------------ |
| 2015    | 98                | 432                |
| 2014    | 111               | 119                |
| 2013    | 71                | 72                 |
| 2012    | 48                | 117                |
| 2011    | 79                | 98                 |
| 2010    | 85                | 141                |
| 2009    | 137               | 111                |
| 2008    | 90                | 89                 |
| 2007    | 72                | 65                 |
| 2006    | 52                | 93                 |
| 2005    | 77                | 63                 |
| 2004    | 209               | 153                |
| 2003    | 303               | 306                |
| 2002    | 420               | 627                |
| 2001    | 377               | 111                |
| 2000    | 141               | 114                |
| 1999    | 192               | 165                |
| 1998    | 247               | 200                |
| 1997    | 406               | 270                |

## Palmares

### WTA-finaleplaatsen enkelspel
| Gewonnen finales |            |               |                     |               |
| 1.               | 2006-02-20 | WTA Bogota    | Flavia Pennetta     | 7-6, 6-4      |
| 2.               | 2011-02-20 | WTA Bogota    | Mathilde Johansson  | 2-6, 6-3, 6-2 |
| Verloren finales |            |               |                     |               |
| 1.               | 2005-02-14 | WTA Bogota    | Flavia Pennetta     | 6-7, 4-6      |
| 2.               | 2006-07-25 | WTA Boedapest | Anna Smashnova      | 1-6, 3-6      |
| 3.               | 2013-04-28 | WTA Marrakesh | Francesca Schiavone | 1-6, 3-6      |

### WTA-finaleplaatsen dubbelspel
| nr.              | datum      | toernooi      | partner                     | tegenstandsters                                    | score             |
| ---------------- | ---------- | ------------- | --------------------------- | -------------------------------------------------- | ----------------- |
| Gewonnen finales |            |               |                             |                                                    |                   |
| 1.               | 2007-02-19 | WTA Bogota    | Paola Suárez                | Flavia Pennetta Roberta Vinci                      | 1-6, 6-3, [11-9]  |
| 2.               | 2007-02-26 | WTA Acapulco  | Arantxa Parra Santonja      | Émilie Loit Nicole Pratt                           | 6-3, 6-3          |
| 3.               | 2008-06-15 | WTA Barcelona | Arantxa Parra Santonja      | Nuria Llagostera Vives María José Martínez Sánchez | 4-6, 7-5, [10-4]  |
| 4.               | 2011-07-09 | WTA Båstad    | María José Martínez Sánchez | Nuria Llagostera Vives Arantxa Parra Santonja      | 6-3, 6-3          |
| 5.               | 2013-03-02 | WTA Acapulco  | Arantxa Parra Santonja      | Catalina Castaño Mariana Duque Mariño              | 6-4, 7-6          |
| 6.               | 2013-04-14 | WTA Katowice  | Lara Arruabarrena Vecino    | Ioana Raluca Olaru Valerija Solovjeva              | 6-4, 7-5          |
| Verloren finales |            |               |                             |                                                    |                   |
| 1.               | 2005-05-02 | WTA Rabat     | Nuria Llagostera Vives      | Émilie Loit Barbora Strýcová                       | 6-3, 6-7, 5-7     |
| 2.               | 2005-07-25 | WTA Boedapest | Marta Marrero               | Émilie Loit Katarina Srebotnik                     | 1-6, 6-3, 2-6     |
| 3.               | 2007-04-30 | WTA Estoril   | Arantxa Parra Santonja      | Andreea Ehritt-Vanc Anastasia Rodionova            | 3-6, 2-6          |
| 4.               | 2007-06-11 | WTA Barcelona | Flavia Pennetta             | Arantxa Parra Santonja Nuria Llagostera Vives      | 6-7, 6-2, [10-12] |
| 5.               | 2009-02-28 | WTA Acapulco  | Arantxa Parra Santonja      | Nuria Llagostera Vives María José Martínez Sánchez | 4-6, 2-6          |
| 6.               | 2011-02-26 | WTA Acapulco  | Arantxa Parra Santonja      | Marija Koryttseva Ioana Raluca Olaru               | 6-3, 1-6, [4-10]  |
| 7.               | 2012-03-04 | WTA Acapulco  | Arantxa Parra Santonja      | Sara Errani Roberta Vinci                          | 2-6, 1-6          |

## Prestatietabel
| Legenda | Legenda                          |
| ------- | -------------------------------- |
| g.t.    | geen toernooi gehouden           |
| l.c.    | lagere categorie                 |
| –       | niet deelgenomen                 |
| G       | uitgeschakeld in de groepsfase   |
| 1R      | uitgeschakeld in de eerste ronde |
| 2R      | uitgeschakeld in de tweede ronde |
| 3R      | uitgeschakeld in de derde ronde  |
| 4R      | uitgeschakeld in de vierde ronde |
| KF      | uitgeschakeld in de kwartfinale  |
| HF      | uitgeschakeld in de halve finale |
| F       | de finale verloren               |
| W       | het toernooi gewonnen            |
| w-v     | winst/verlies-balans             |

### Grand slam, enkelspel
| Toernooi        | 2006 | 2007 | 2008 | 2009 | 2010 | 2011 | 2012 | 2013 | 2014 | 2015 | 2016 |
| --------------- | ---- | ---- | ---- | ---- | ---- | ---- | ---- | ---- | ---- | ---- | ---- |
| Australian Open | 1R   | 2R   | 1R   | 2R   | –    | 2R   | 1R   | 1R   | 1R   | –    | 1R   |
| Roland Garros   | 1R   | 1R   | –    | 3R   | –    | 1R   | 2R   | 1R   | 1R   | 2R   | 1R   |
| Wimbledon       | 1R   | 1R   | –    | 1R   | 1R   | 2R   | 2R   | 1R   | 2R   | –    | –    |
| US Open         | 1R   | 2R   | 1R   | 1R   | 3R   | –    | 2R   | 1R   | –    | 1R   | –    |

### Grand slam, vrouwendubbelspel
| Toernooi        | 2000 | 2001 | 2002 | 2004 | 2005 | 2006 | 2007 | 2008 | 2009 | 2010 | 2011 | 2012 | 2013 | 2014 |
| --------------- | ---- | ---- | ---- | ---- | ---- | ---- | ---- | ---- | ---- | ---- | ---- | ---- | ---- | ---- |
| Australian Open | –    | –    | –    | –    | –    | 2R   | 1R   | 1R   | –    | –    | 1R   | 1R   | 1R   | 1R   |
| Roland Garros   | –    | –    | 2R   | –    | 3R   | 2R   | 2R   | –    | 2R   | –    | 2R   | 1R   | 1R   | –    |
| Wimbledon       | –    | –    | –    | –    | –    | 2R   | 2R   | –    | 1R   | –    | 1R   | 2R   | 1R   | –    |
| US Open         | 1R   | 1R   | –    | –    | 1R   | 1R   | 1R   | –    | –    | –    | –    | –    | –    | –    |